# Ndre Mjeda
Ndre Mjeda, född den 10 november 1866 i Shkodra i Albanien, död den 1 augusti 1937, var en albansk poet.
Ndre Mejda påverkades av den jesuitiska författaren Anton Xanoni och den franciskanska poeten Leonardo De Martino. Från 1880 till 1887 studerade Mjeda litteraturvetenskap i en kartusiansk kyrka i Valencia i Spanien, samt retorik, latin och italienska i Kroatien och i Italien i städer som Rom och Chieri. Under studiegången började Mjeda skriva albansk poesi. En av hans mest berömda dikter blev Vaji i Bylbylit (Näktergalens klagan) och Vorri i Skanderbegut (Skanderbegs grav).
Mjeda gav också undervisning i musik i italienska Cremona mellan åren 1887-1891. Han översatte och publicerade även religiös litteratur, av vilka den mest kända är verket Jan Berchmans liv 1892.
Mjeda studerade senare teologi i en jesuitisk skola i polska Kraków and gav undervisning i filosofi och filologi. Han blev bibliotekarie i en skola i kroatiska Kraljevica och antogs som professor i logik och metafysik. Han utestängdes från undervisningen 1898 på grund av en tvist mellan Österrike-Ungern och Vatikanstaten.
Mjeda var ledamot av litterära kommissionen i Shkodra under den österrikisk-ungerska administrationen och medlem i Albaniens nationella församling. Han övergav politiken efter att kung Ahmet Zogu övertog makten och avsatte Fan Noli. Under de följande åren var han pastorat i Kukël och undervisade språk och litteratur i hemstaden.